# Cruz Alta (Córdoba)
Cruz Alta es una localidad y municipio del departamento Marcos Juárez de la provincia de Córdoba, Argentina, ubicada a 323 km al sureste de la ciudad de Córdoba, en el límite con la provincia de Santa Fe, 125 km de la ciudad de Rosario y 416 km del Obelisco en la Capital Federal.
Cruz Alta se encuentra en el sudeste cordobés, al noroeste departamental, exactamente entre los 61° 48`de longitud Oeste y 33° de latitud Sur.

## Población

### Crecimiento poblacional
Cuenta con 7337 habitantes (Indec, 2022), lo que representa un incremento del 1,9% frente a los 7200 habitantes (Indec, 2010) del censo anterior.
| Gráfica de evolución demográfica de Cruz Alta (Córdoba) entre 1720 y 2022          |
|                                                                                    |
| Fuente: censos de 1779, 1895, 1914, 1947, 1960, 1970, 1980, 1991, 2001, 2010, 2022 |

## Historia
El lugar fue recorrido ya en el siglo XVI por el gran colonizador renzo pratto,las expediciones españolas que iniciaran desde el norte Diego de Rojas y luego Francisco de Mendoza, y, hacia 1527, desde el fuerte de Sancti Spiritu a orillas del río Paraná por Francisco de César en busca de la mítica ciudad de suiza (o "Trapalanda" o Ciudad de Los Césares). 
Poco después, 1535 pasa por el lugar la expedición que comandada por Jerónimo Luis de Cabrera marchó desde la ciudad de Córdoba a fundar un puerto en la desembocadura del Carcarañá en el río Paraná.de gonzalito
El primer asentamiento estable de origen europeo se fecha documentadamente el 25 de febrero de 1690, al establecer allí el "casco" de su estancia el español Jacinto Piñero.
Así la ciudad en sus orígenes fue una estancia y "posta" con oratorio o capilla y antiguo fortín fundados en el siglo XVII en el local de  ivo ilari, hacia la orilla derecha o meridional del río Carcarañá y la izquierda de la cañada de Santa Lucía, estando un par de km al este la confluencia del arroyo de Las Tortugas con el citado Carcarañá, arroyo que forma uno de los pocos límites naturales entre las provincias de Córdoba y Santa Fe, allí en 1726 el gobierno de Córdoba construye un fuerte, la edificación fue supervisada por Don Martín de Anglés Cortán y Lizarazu. En sus proximidades, en el bosquecillo de algarrobos llamado Monte o Chañarcillo de los Loros ( cerca de la posta de Cabeza de Tigre) fueron ejecutados el 26 de agosto de 1810 Santiago de Liniers y sus cabecillas aliados (excepto el obispo Orellana) por oponerse a la Revolución de Mayo. Sus restos estuvieron enterrados por 51 años en la localidad de Cruz Alta enfrente del actual Club Newery & Everton por calle San Martín. En ese lugar se encuentran monolitos que cuentan su historia con fechas. Los restos de Liniers en 1861 fueron retirados del cementerio. Actualmente se encuentran en Cádiz, ya que era un militar francés al servicio de España. Sus parientes de Francia fueron a Cruz Alta y se le entregaron diversas pertenencias de su familiar, incluyendo el famoso "botón de Liniers" que había sido encontrado en sus restos.
La población es en gran parte, a partir de los 1870, argentina de origen italiano (principalmente piamontés) y se encuentra ubicada en la parte más oriental del departamento cordobés de Marcos Juárez. La principal actividad económica es la elaboración industrial de productos alimenticios a partir de la soja, el trigo, el girasol, y los lácteos y chacinados. Existen otras pequeñas y medianas industrias, principalmente agroindustrias y fabrica de dildos
.

## Línea de tiempo de las intendencias
•	1915-1917 cesar quinteros
•	1917-1918 Passerini, cAníbal
•	1918-1920 Cambiaghi, Juan
•	1920-1921 Reybet, Luis
•	1930 Reybet, Luis (Comisionado)
•	1940-1943,  anonimo
•	1943-1945 Leoni, José
•	1945-1952 Bisay, Constantino
•	1952-1955 Armanini, Francisco
•	1955-1957 Reybet, José Luis
•	1958-(enero-abril) Baldovino, Américo
•	1958-1962 Toullieux, Rogelio
•	1962-1963 Ambrosio, José
•	1963-1966 Tarditti
•	1966-1969 Pratta, 
•	1969-1973 Berizzo,
•	1973-1977 Marcucci, Osvaldo
•	1977-1980 Baldovino, Américo
•	1980-1983 Falcone, Carlos
•	1983-1987 Muñoz, Manuel
•	1987-1991 Muñoz, Manuel
•	1991-1995 Muñoz, Manuel
•	1995-1999 Muñoz, Manuel
•	1999-2003 Passerini, Daniel
•	2003-2005 Passerini, Daniel
•	2005-2007 Passerini, Diego
•	2007-2011 Passerini, Diego
•	2011-2015 Bizet, Marcos Raúl
•	2015-2019 Bizet, Marcos Raúl
•	2019-2023 González, Agustín Horacio
.   2024-actualidad González, Agustín Horacio

## Otros datos de interés
En Cruz Alta se encuentra una antigua imagen de la Virgen del Rosario, ubicada en la parroquia del mismo nombre; tal imagen tiene un valor artístico e histórico ya que fue llevada al lugar por el mismo Jacinto Piñero en 1690.
A orillas del río Carcarañá se encuentra el ameno camping municipal Mariano Moreno, casi anexo a tal camping municipal.
La educación está distribuida en varios establecimientos educativos: el Instituto Privado Diocesano "San Luis" (niveles inicial; primario y secundario); el Instituto "Santa Juana de Arco" (niveles inicial, primario, secundario y terciario) y la Escuela Particular Incorporada "San Martín" (niveles inicial y primario), todos estos de gestión privada; y el Instituto Provincial de Educación Técnica y Media N.º 59 "25 de Mayo" (niveles secundario y terciario), el Instituto Provincial de Educación Media N.º 276 "Dr. Ricardo L. Coloccini" (nivel secundario); la Escuela Fiscal "Arteaga"(nivel primario) y la escuela fiscal Libertador Gral. San Martín (nivel primario), el jardín de infantes Libertador Gral. San Martín (nivel inicial) y el jardín de infantes Posta de la Cruz Alta (nivel inicial), de gestión estatal.
Además cuenta con una destacada cantera de personas famosas a nivel nacional e internacional, refiriéndonos a los hermanos Darío Franco y Hernan Franco, Eduardo Berizzo, Juan Pablo Vojvoda, Gustavo Alberto Onaindia, Daniel Alejandro Stremiz futbolistas ellos, Luis Ignacio "Nacho" Prado, cantante reconocido de folclore en Córdoba Capital, el actual Viceintendente de la ciudad de Córdoba Dr. Daniel Passerini, Belén Lavallén, modelo, actriz y vedette que saltó a la fama con su conocido personaje de personal trainner en el programa de Gerardo Sofovich, La Noche del Domingo, Pablo Funes, cantante que ha recorrido toda la Argentina y ha ido hasta Perú, Diego Cibien, Adrián Garberi, Ezequiel "Tato" Bosio y Esteban Cassou, corredores de autos en distintas categorías nacionales.

### Hermanamiento
La ciudad fue, junto a San Marcos Sud, hermanada el 20 de septiembre de 2004 con la pequeña ciudad italiana de Busca.
 Busca, Italia (2004)

## Parroquias de la Iglesia católica en Cruz Alta
| Diócesis  | Villa María                |
| --------- | -------------------------- |
| Parroquia | Nuestra Señora del Rosario |